# De Hoge Raad van Adel
De Hoge Raad van Adel. Geschiedenis en werkzaamheden is een bundel opstellen die in 1966 verscheen.

## Geschiedenis
In 1814 werd de Nederlandse Hoge Raad van Adel ingesteld. In 1964 bestond deze dus 150 jaar. Ter gelegenheid hiervan bracht de raad een bundel opstellen uit over de geschiedenis van de raad, van de Nederlandse adel en het adelsbeleid sinds en van voor 1813, alle geschreven door in 1966 zittende leden van de raad. De uitgave bevat tevens een overzicht, opsomming en teksten van sinds 1806 geldende wet- en regelgeving op het gebied van de Nederlandse adel. Het boek besluit met een overzicht van de leden en secretarissen van de raad, en van de koningen en herauten van wapenen. De laatsten fungeerden in de eerste helft van de negentiende eeuw. Bij de inhuldiging van Koningin Wilhelmina (1898) trad de secretaris van de Raad op als 'Koning van Wapenen'.

### Inhoud
- M.A. Beelaerts van Blokland, 'Adelsbeleid en adelsrecht vóór 1813'.
- C.C. van Valkenburg, 'Adelsbeleid sedert 1813'.
- P.G.M. van Meeuwen, 'Een an ander over het adelsrecht'.
- G.A.M.J. Ruijs de Beerenbrouck, 'Uit de geschiedenis van de Hoge Raad van Adel'.
- M.A. Beelaerts van Blokland, 'Titulatuur, standaarden en wapens van het Koninklijk Huis'.
- A.N. de Vos van Steenwijk, 'Maritieme heraldiek'.
- M.A. Beelaerts van Blokland, 'Gemeentelijke heraldiek'.

### Uitgave
De 219 pagina's tellende uitgave werd in 1966 uitgegeven door de Haagse Staatsuitgeverij. De voorzitter van de raad, jhr. mr. M.A. Beelaerts van Blokland (1910-1990), meldt in het voorwoord dat "onvoorziene omstandigheden" de druk van het boek hebben vertraagd.